# Acronicta flavescens
Acronicta flavescens är en fjärilsart som beskrevs av Barend J. Lempke 1935. Acronicta flavescens ingår i släktet Acronicta och familjen nattflyn. Inga underarter finns listade i Catalogue of Life.